# Hapsidophrys
Hapsidophrys är ett släkte av ormar. Hapsidophrys ingår i familjen snokar.
Arterna är med en längd av 75 till 150 cm medelstora och smala ormar. De förekommer i tropiska delar av Afrika. Individerna lever i skogar och klättrar på träd. De äter främst grodor. Det är inte känt om honor lägger ägg eller om de föder levande ungar.
Arter enligt Catalogue of Life:
- Hapsidophrys lineatus
- Hapsidophrys smaragdina

The Reptile Database listar dessutom Hapsidophrys principis som tredje art.